# 西大寺 (学区)
西大寺（さいだいじ）は、岡山県岡山市東区にある地区である。連合町内会の区域、およびコミュニティ協議会設置区域であり、岡山市立西大寺小学校学区とほぼ同等である。旧上道郡西大寺村および同芳野村東部からなる。
同市東区の区役所所在地で、同区役所本庁管轄地である西大寺旧市域の中心市街地にあたる。広義の西大寺である西大寺旧市域（区本庁管轄域）に対し「狭義の西大寺」にあたる。また、裸祭で有名な古刹・西大寺が所在し、当地の中心市街地はその周辺の門前町に由来する。また当地は河港の港町、さらには市場町としても繁栄した。
当地には西大寺上（さいだいじ かみ）1～3丁目、西大寺中（さいだいじ なか）1～3丁目、西大寺南（さいだいじ みなみ）1～2丁目、西大寺東（さいだいじ ひがし）1～2丁目、西大寺（さいだいじ）、向洲（むこうず）・西大寺中野本町（さいだいじ なかのほんまち）・西大寺中野（さいだいじ なかの）・浅越（あさごえ）・西庄（にししょう）・吉原（よしわら）の町字がある。

## 概要

### 西大寺
西大寺上1～3丁目、西大寺中1～3丁目、西大寺南1～2丁目、西大寺東1～2丁目、向洲、西大寺、および金岡東町1丁目・西大寺中野本町の一部からなり、旧西大寺村域にあたる地区。
吉井川河口よりやや上流の西岸に位置し、芥子山の南東方向1kmほどにあたる。東に芳野、南に金岡、北には雄神、西は吉井川を挟んで豊の各地区と隣接している。
旧牛窓往来沿いの町並みを中心に集落が形成されており、地区内中央やや北寄りに、金山と呼ばれる小高い独立丘がある。
現在の集落は中世に生まれたとされ、上道郡および同郡から分離した上東郡に属していた。当時は金岡庄という荘園の一部で、同荘園の物資の集散地として川湊が発達、内陸各地とその他地域との交易が盛んに行われた。同時に、西大寺の門前町として市場が発達し賑わった。元亨2年の西大寺境内絵図では、西大寺門前町には定期市が立ち、市場数は2反で、金岡庄の地頭方と領家方に分かれていた。酒屋・魚座・餅屋・莚屋・鋳物座などがあり、酒屋は毎年一家ごとに100文、魚座は毎年300文を地頭や領家に差し出したほか、酒屋は市の日に地頭へ酒2升を差し出すこととなっていた。今日、門前町の付近を市場町と称するのは、これに由来している。
吉井川の川湊に隣接するこの市場町は、門前町と同時に湊町としても機能し、室町時代末期には西大寺の門前には小都市といえる規模にまで発展した。延徳4年、西大寺造営のために浦上宗助が「金岡西庄公文之内西大寺市場数」を、宇喜多久家は「金岡東庄領家之内西大寺市場数」などを灯油免として同寺に寄進している。
戦国時代、宇喜多秀家は岡山城建造に伴い城下町の建設を計画、有力商工業者の岡山城下移住を推し進めたが、当地から多く移住者がおり、彼らが集まり住んだ場所は西大寺町と呼ばれ、今日までその地名は存続している。
『西大寺文書』によれば文禄4年12月、宇喜多秀家黒印状に「高五拾石也 上東郡西大寺内」を西大寺に与えられたとあり、宇喜多秀慶寄進状では、慶長4年には「西大寺内」20石が同寺院円蔵坊に寄進されたとある。同6年の小早川秀秋寄進状によると、西大寺村の名が見え、『寛永備前国絵図』では、石高1454石余りとされている。
『御納戸大帳』によると、近世になると岡山藩領分となり、引き続き門前町・市場町として繁栄し、また吉井川の船運が整備されるにつれ、作州米を主に美作方面から物資が流入し、瀬戸内航路の船載貨物も集まり、米問屋や廻船問屋が台頭、寛永19年には岡山藩が領内13箇所を定め、所商売を許可した在町の一つに含まれた。寛永10年には締問屋として作州米問屋佐七、作州米売問屋・御国米共改問屋・綿実菜種改問屋忠治郎、綿実菜種改問屋八兵衛、薪問屋佐七・紋三郎・太兵衛・磯右衛門・五兵衛・五右衛門・忠治郎などの名が見え、店舗5年には菜種綿実改問屋に八兵衛・亀次郎・加右衛門が命ぜられ、吉井川筋に積み上がる菜種・綿実を改めている。当時の当地は岡山藩により大阪への蔵米輸送を課せられた加子浦でもあり、享保8年以降は江戸廻米の輸送も負担する七加子浦の一つとなった。青森県上北野郡野辺地町の五十嵐家に残る『久星客船帳』には、江戸後期を中心とした計254艘の船名が記録されるが、当地の平野屋平吉の行安丸の名も見える。
『備陽記』では、家数271軒、人口1536人、小平太渡船1、二端帆から九端帆までの船は28艘。また文化年間の『岡山藩領手鑑』では、直高2528石余り、田66町7反余り、畑16町7反余り、家数424軒、人口1944人、牛32、樋27とあり、西大寺および同寺中では、寺は慶、出家10、山伏1、堂9（観音・薬師・一切経蔵・大日・大師・仁王門・火防地蔵）、社3（鎮守牛頭所宮・天神宮・弁財天）、医者5、船27、育麦蔵1とある。
江戸時代には、例年、初茄子・青瓜を出荷し、本綿も他所よりも品質が優れていたといわれる。初青瓜は享保3年には5月中旬に岡山城へ計3籠差し出されている。西外れに梅枝橋があり、梅の枯れ木で橋を作ると、その木が花を咲かせ、実を付けたので名付けられたという。対岸の新村への渡し船があり、金山の脇には金岡塚（狩野塚）と呼ばれる高さ三尺の石塔があったといわれる。渡し場は、のちに川下の金岡村地内に移ったが、宝暦6年に川筋が埋まったために再び当地にあった旧渡し場で渡船をしたいとの願い出があったと『撮要録』にある。
明治22年に町村制施行、同29年2月、町制施行し西大寺町となり、昭和12年1月に上道郡金岡村、同15年には同郡芳野村を編入合併した。同28年、上道郡・邑久郡におよぶ周辺村と合併、西大寺市となった。同35年の2ヶ村（上道郡雄神村・邑久郡朝日村）および翌36年の1ヶ村（邑久郡大宮村）の編入合併を経て、同44年に岡山市へ編入合併する。同市東部地域の行政・経済の拠点を担う。そして平成21年4月へ政令指定都市へ移行、東区の行政区の一部となり、同区役所が当地に置かれ（旧支所=旧西大寺市役所の位置）区役所本庁管轄になる。
明治期、山陽鉄道敷設が計画される。しかし、西大寺港への影響から地元住民が反対し、実現しなかった。地区外を通るルートで明治24年に山陽鉄道が開通すると、鉄道の必要性を感じ、鉄道敷設計画が再燃する。明治から大正期にかけ、備前鉄道・西大寺鉄道・瀬戸軽便鉄道・東備軽便鉄道・山陽海岸線鉄道などの計画があったが、いずれも計画に至らなかった。明治44年に念願の鉄道である西大寺軽便鉄道が敷設され、西大寺観音院-長岡が開通した。これにより当地から山陽鉄道西大寺駅（現・東岡山駅）が結ばれる形となった。大正4年に後楽園駅までに延伸されたが、昭和37年に同鉄道は廃線となった。それに代わり、同年に赤穂線が開通し、新たに当地北部、現在の西大寺上2丁目に西大寺駅が新設された。なお、旧西大寺軽便鉄道西大寺駅は、西大寺軽便鉄道の後継である両備バスのターミナルとなる。
明治27年、日清戦争の後、当地内には工場の設立が相次いだ。まず同29年、西大寺紡績が設立された。同社は明治44年に鐘淵紡績に編入合併され、鐘紡西大寺工場となる。その後も中小の工場が設立が続き、商工業の町として栄えた。
当地では近代の早くから中等教育が充実しており、明治34年に西大寺町立西大寺女学校、昭和15年には岡山県立西大寺中学校が開校した。いずれも現在の岡山県立西大寺高等学校の前身である。
昭和初期頃まで、高瀬舟が当地から吉井川を通り県北の津山までの間の約三十里を往来し、廻船の積み換え港として栄えていた。現在もかつての港町・門前町・市場町の名残をとどめた古い町並みが現存しており、岡山市はまちづくり交付金事業の一環としてこの地区の保存整備を行っている。また、地元住民によりまちづくり協議会も設置されており、まちづくり協定なども制定されている。この地区の東よりの旧河本町付近には特に古い建物が多く残る。また、また五福通り周辺（北之町・中福町など）は、昭和前期から中期ごろのノスタルジーを感じさせる町並みとして保存活動が行われており、レトロ看板などの保存活動は全国的にも珍しい。五福通り周辺は、平成17年1月に映画『ALWAYS 三丁目の夕日』のロケが行われ、住民がエキストラとして参加した。また西大寺八景として当地から西大寺駅前広場・向州公園の桜並木・吉井川の清流が選定されている。
当地にある向洲は、向洲公園として4.1ヘクタールの敷地に岡山市東部の文化拠点として公民館などが立地し、さらに200メートルの陸上競技場、野球場、テニスコートなどが整備されており、昭和62年には夜間照明も備えられた。他に金岡ポンプ場などもある。
昭和47年に住居表示事業により、現在の町区名となった。
なお当地は、天満屋の創業地でもある。

### 芳野東部
西大寺中野本町・西大寺中野（各一部除く）、浅越、西庄、吉原からなり、旧芳野村東部にあたる地区。芳野村は、明治22年6月、町村制施行により上道郡中野・浅越・西庄・吉原・広谷・松崎の5ヶ村が合併して新設。昭和15年12月に同郡西大寺町へ編入を経て、同28年2月に市制施行で西大寺市となった。

#### 中野
旧上道郡中野村。砂川の東岸にあたり、西大寺門前町の西方にある地区。北は浅越、南は金田（金岡新田）、西は砂川を挟み広谷と接する。地名の由来は不詳であるが、『慶長十年備前国高物成帳』には金岡庄中野村の記載がある。『備陽記』では石高982石6斗8升、田畑69町8反4畝、家数141軒、人口769人となっている。文久年間の記録では家数169軒、人口725人となり、家数は増加するも人口は減少している。文化年間の『岡山藩領手鑑』によれば、当時の統治は、岡山藩家臣18人の給地と蔵入地となっていた。
元禄までは海に面する漁村で、吉井川河口周辺から西は高島から東は久々井沖までを主な漁場とした。しかし沖合一帯が開墾され金岡新田などが生まれると、河港と化し、のちに農村地帯となった。
明治になり、明治44年、カネボウの西大寺工場が当地で操業を開始したが、現在は移転により跡地には商業施設が立地している。現在、県道岡山西大寺線周辺には岡山東警察署（旧西大寺警察署）や西大寺郵便局があるなど市街化が進行している。また、かつては法務局西大寺出張所も立地した。
明治22年6月、町村制施行により、近接する同郡浅越・西庄・吉原・広谷・松崎と合併し、芳野村を新設し、同村の大字の中野となった。その後、西大寺町へ編入、西大寺市を経て岡山市へ編入となる。
昭和47年に住居表示事業が行われ、当地の一部が西大寺上1丁目・西大寺西大寺中1丁目・西大寺南1丁目の各一部となった。のこる地域は西大寺中野本町と西大寺中野に分かれた。
域内には潮見塚、宗心塚、岡崎常閑墓などの史跡がある。

#### 浅越
旧上道郡浅越村にあたる。西大寺（狭義）の西部に位置し、芥子山南東麓の平地で、域内中央を南北に砂川が貫流し、川を挟んで東西に区域がわたっている。東北部にも小丘陵地がある。浅越庄の遺称地となる地区。
寛永備前国絵図では石高706石余り、正保郷帳では枝村として東山寺村があった。文化年間の『岡山藩領手鑑』によれば、当時の統治は蔵入地となっていた。
近世前期頃は海に近い土地であり、漁師も多数居住していた。『撮要録』のよれば、貞享2年に西大寺川河口から庭瀬川河口に至る漁域への入漁を巡って、上道郡平井村との間で争論が勃発した。
明治22年6月、町村制施行により、近接する同郡中野・西庄・吉原・広谷・松崎と合併し、芳野村を新設し、同村の大字の浅越となった。その後、西大寺町へ編入、西大寺市を経て岡山市へ編入となる。
現在、砂川沿いを南北に国道2号線岡山バイパスが通り、周辺は宅地化・市街化が著しい。

#### 西庄
狭義の西大寺の最西北端で、東に吉原、南に浅越に接する。芥子山の東麓で、芥子山と同じ丘陵にあり芥子山の東側にある雨乞山の南東麓に位置する。北・西部は丘陵地、中・南。東部は平地となり、中央に小丘があり、天神八王子月尾宮が鎮座する。
『慶長十年備前国高物成帳』では、浅越庄内の村の一つとして記載されており、浅越庄の西端に位置することが地名の由来ともいわれる。寛永備前国絵図では、石高369石余り。『備陽記』では、田畑26町余り、家数67、人口392人、池1とある。文化年間の『岡山藩領手鑑』によれば、当時の統治は、岡山藩家臣3人の給地と蔵入地となっていた。
明治22年6月、町村制施行により、近接する同郡中野・浅越・吉原・広谷・松崎と合併し、芳野村を新設し、同村の大字の西庄となった。その後、西大寺町へ編入、西大寺市を経て岡山市へ編入となる。
宅地化・市街化が著しい当西大寺地区の中にあって、農地も多く残る地区である。

#### 吉原
狭義の西大寺の最北端で、西に西庄、南に浅越に接する。芥子山と同じ丘陵で、芥子山東部の雨乞山の東麓に位置する南北に長い区域を持つ。北は丘陵地、中南部は平地となり、南端を砂川と国道2号線岡山バイパスがわずかに通る。古くは当地は文読（ふみよみ）と称した。
『慶長十年備前国高物成帳』では、浅越庄内の村の一つとして記載されている。寛永備前国絵図では、石高241石余り。『備陽記』では、田畑13町5反余り、家数67、人口392人、小平太1とある。文化年間の『岡山藩領手鑑』によれば、当時の統治は、岡山藩家臣5人の給地と蔵入地となっていた。
明治22年6月、町村制施行により、近接する同郡中野・西庄・浅越・広谷・松崎と合併し、芳野村を新設し、同村の大字の吉原となった。その後、西大寺町へ編入、西大寺市を経て岡山市へ編入となる。

## 地勢
河川
- 吉井川
- 砂川
- 倉安川

山岳
- 金山
- 雨乞山

## 主要施設
町字の冠称の「西大寺」は省略する。
行政
- 岡山市東区役所 - 南1
- 岡山市東消防署 - 南1
- 岡山市東水道センター - 南1
- 西大寺緑化公園 - 南1
- 体験学習施設・百花プラザ - 南1
- 西大寺緑化公園緑の図書室 - 南1
- 西大寺ふれあいセンター　- 中2
- 国立印刷局岡山工場 - 上3
- 西大寺コミュニティセンター - 中1
- 西大寺税務署 - 中2
- 保健センター - 中野本町
- 岡山東警察署 - 中野
- 向洲運動公園 - 向洲
  - 西大寺公民館
- 芳野公民館 - 浅越
- 一般廃棄物最終処理場 - 浅越
- 西大寺斎場 - 浅越

教育
- 岡山市立西大寺小学校 - 上1
- 岡山市立西大寺中学校 - 上1
- 岡山市立西大寺幼稚園 - 上1
- 岡山市立西大寺保育所 - 上1
- 岡山学芸館高等学校 - 上1
- 岡山県立西大寺高等学校 - 上2

医療・福祉
- 西大寺診療所 - 中2
- 岡山西大寺病院 - 中野本町
- 林病院 - 中野
- 健生園 - 吉原

郵便局
- 西大寺中郵便局 - 中3
- 西大寺郵便局 - 中野本町

金融
- おかやま信用金庫 - 中2、中野
- 中国銀行 - 中3
- トマト銀行 - 中野

企業事業所
- 両備バス - 上1
- NTT西大寺局 - 中1
- 昭和被服 - 中3
- 山陽板紙 - 東1、北、西大寺
- 伊藤コンクリート - 東1
- 安藤製器 - 東1
- 石原酒造 - 南2
- 中国電力 - 中野
- JA - 中野

商店
- コープ - 上3
- 中原三法堂 - 中1
- 広谷屋 - 中2
- 天満屋ハピータウン - 南1（現在建て替え工事中[6]）
- ディック - 南1
- Aコープ - 中野

宿泊
- 西大寺グランドホテル - 中2

神社
- 金山八幡神社 - 上1
- 荒鍬神社 - 南1
- 雄神川神社 - 南2
- 天神八王子月尾神社 - 西庄

仏閣
- 西大寺
  - 観音院 - 中3
  - 普門坊円満院（普門院） - 中1
- 利生院 - 中1
- 可能院 - 浅越

## 名所・旧跡
- 西大寺
  - 観音院 - 中3
  - 普門坊円満院（普門院） - 中1

## 行事・イベント
- 西大寺会陽はだかまつり
- 後まつり
- 夜待ちまつり
- 水まつり

## 交通
道路
- 国道2号岡山バイパス
- 岡山県道28号岡山牛窓線
- 岡山県道37号西大寺山陽線
- 岡山県道177号九蟠中野線
- 岡山県道224号瀬西大寺線

バス
- 両備バス

鉄道
- 西日本旅客鉄道赤穂線
  - 西大寺駅

## 参考サイト
- 西大寺学区連合町内会
- 岡山市立西大寺小学校